# Polizei (Kanada)

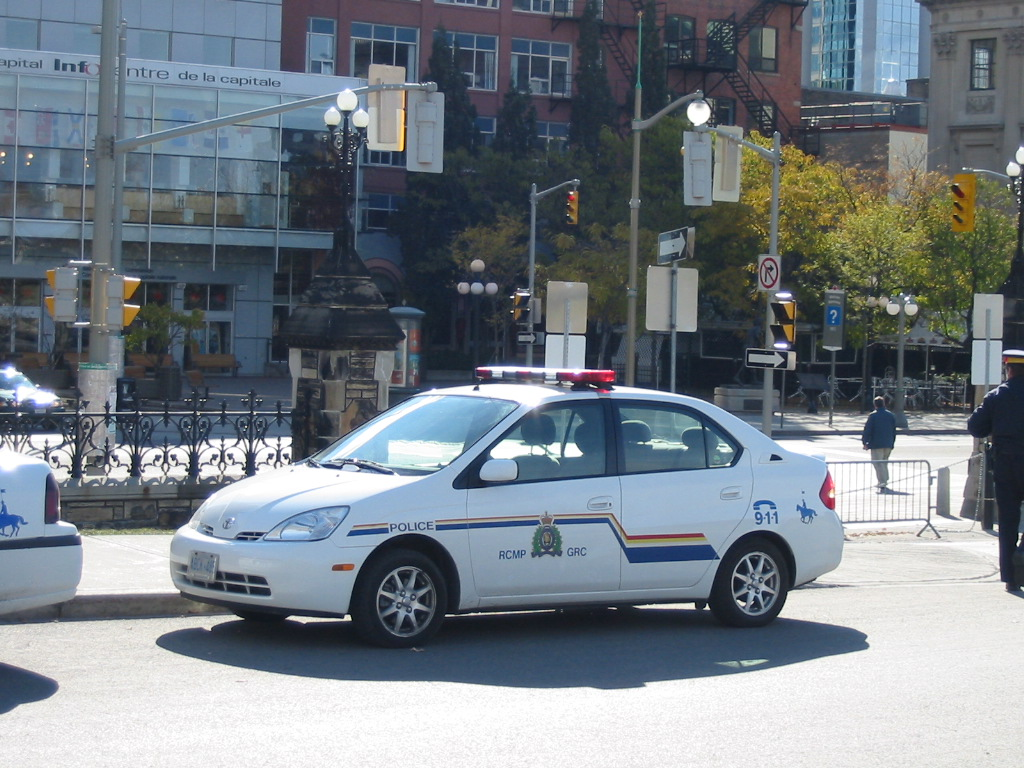
Ein Fahrzeug der Royal Canadian Mounted Police in der Hauptstadt Ottawa

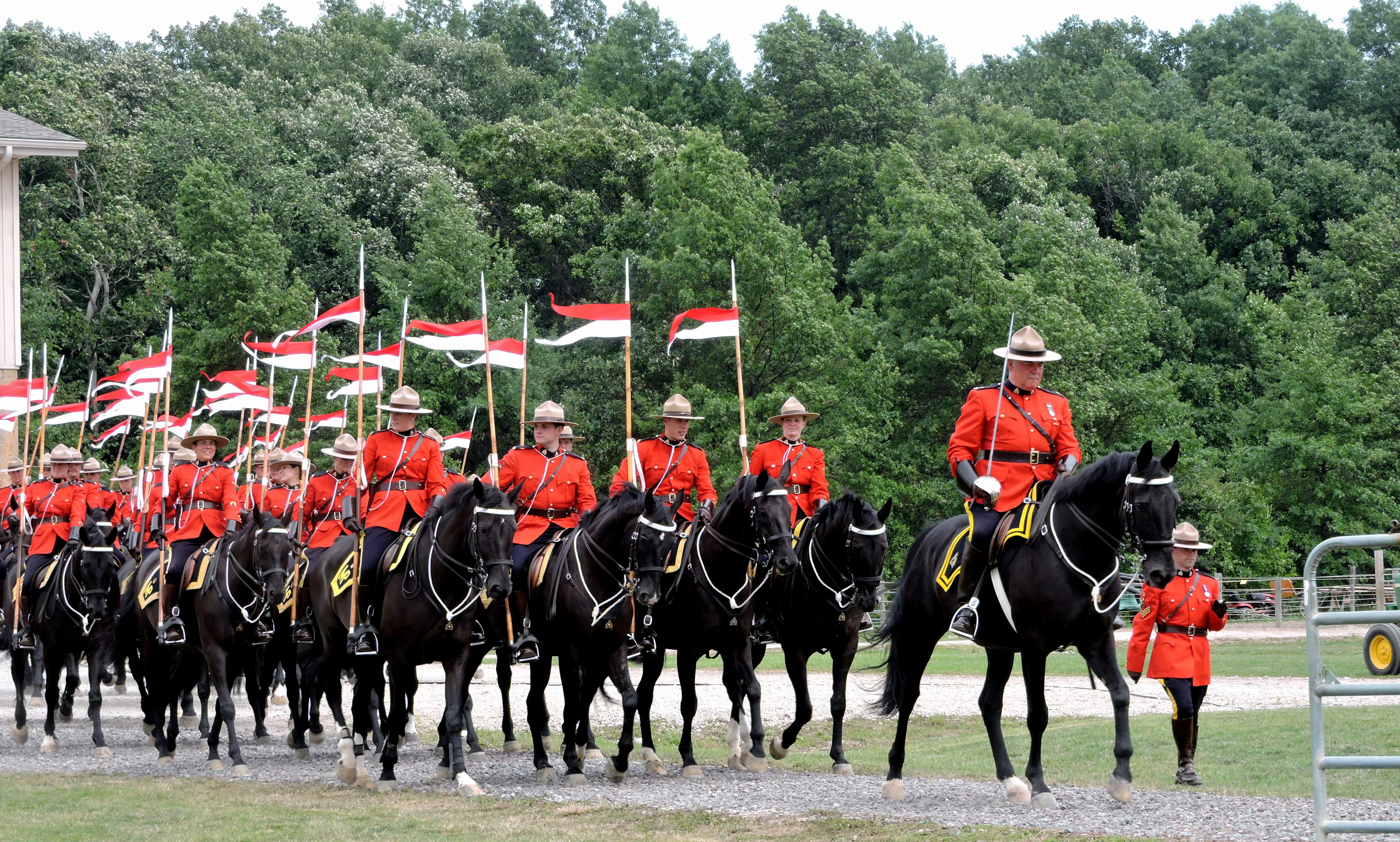
Berittene RCMP-Einheiten beim jährlichen Musical Ride

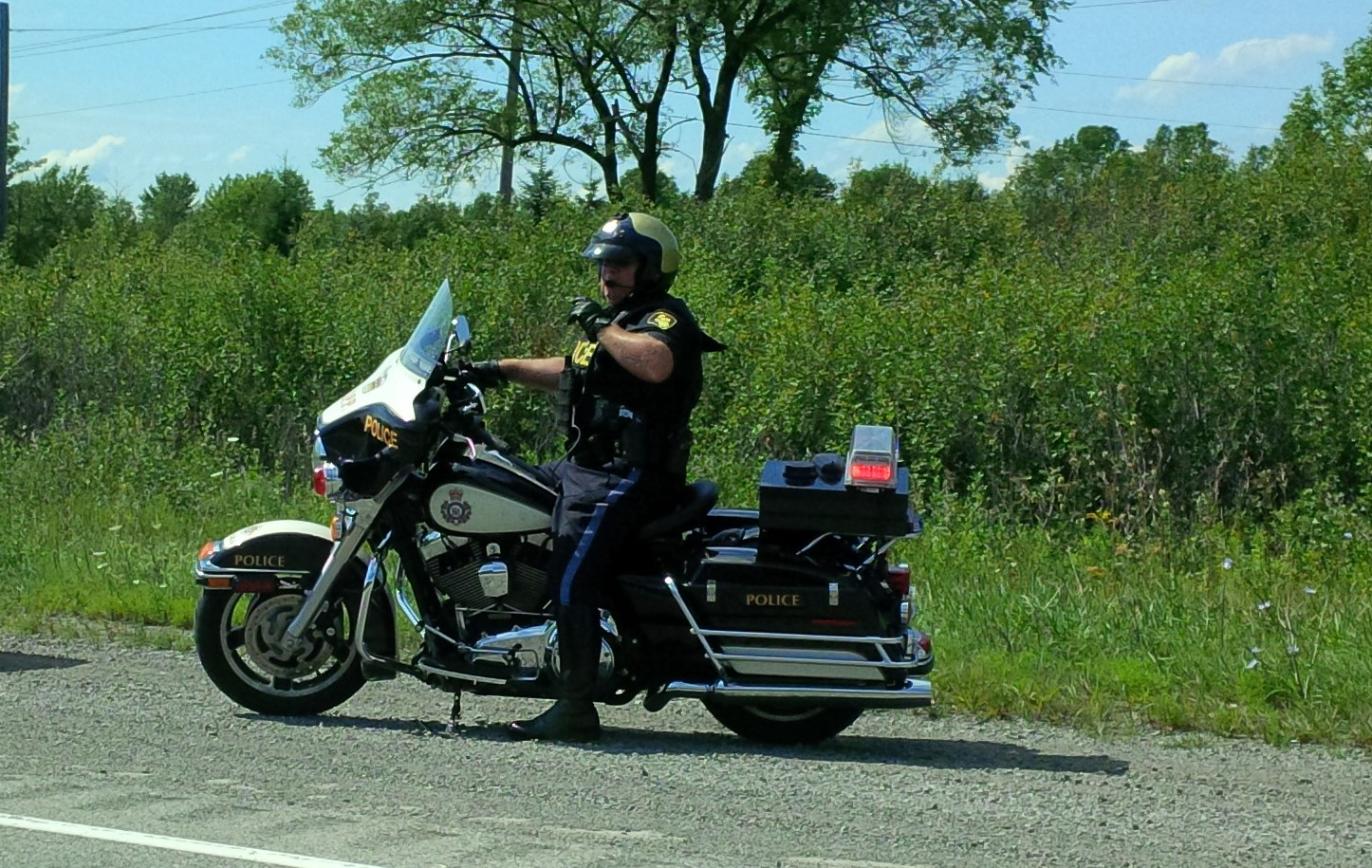
Motorrad der Ontario Provincial Police

Die Struktur der Polizeibehörden in Kanada ist mehrstufig aufgebaut. Neben der nationalen Polizei Kanadas (der RCMP) gibt es Polizeibehörden auf Provinzebene und auf regionaler oder örtlicher Ebene sowie weitere Polizeibehörden mit speziellen Aufgaben.

## Geschichte
Die Provinz Kanada entstand durch die Vereinigung der britischen Kolonien Niederkanada und Oberkanada und war von 1841 bis 1867 eine britische Kolonie in Nordamerika. Sie unterstand in der Gesetzgebung dem britischen Parlament. Für die Strafverfolgung waren im Wesentlichen die britischen Kolonialbehörden in Verbindung mit örtlichen Polizeibehörden zuständig. Rechtsgrundlage für die Vereinigung war das britische Unionsgesetz vom 23. Juli 1840. Im Rahmen der kanadischen Konföderation ging die Provinz Kanada 1867 im neugeschaffenen kanadischen Bundesstaat auf. Die erste Kanada-weit agierende Polizeibehörde war die 1868 durch den ersten kanadischen Premierminister John Macdonald gebildete Dominion Police der Dominion of Canada, die aus der bereits 1864 gegründeten Western Frontier Constabulary hervorging. Am 23. Mai 1873 wurde durch Macdonald die North West Mounted Police (NWMP) gegründet, die Recht und Ordnung in die damaligen Nordwest-Territorien (zu denen auch die heutigen Provinzen Alberta, Saskatchewan und Teile von Manitoba sowie die Territorien Yukon und Nunavut gehörten) bringen sollte. Am 1. Mai 1870 wurde die Sûreté du Québec gegründet, die bis heute für die französischsprachige Provinz Québec zuständig ist. Am 1. Februar 1920 wurde die NWMP mit der Dominion Police zusammengelegt, in Royal Canadian Mounted Police (RCMP) umbenannt und der Hauptsitz nach Ottawa verlegt. Sie bildete die nationale Polizei Kanadas. Die 1841 gegründete Royal Newfoundland Constabulary gehört seit dem Beitritt Neufundlands zu Kanada im Jahr 1948 ebenfalls zu den kanadischen Polizeikräften. Die Canada Border Services Agency wurde am 12. Dezember 2003 nach den Terroranschlägen in den USA am 11. September 2001 gegründet und ist dem Ministerium für Öffentliche Sicherheit (Public Safety Canada) unterstellt.

## Strukturen
Dienste mit polizeilichen Aufgaben gibt es in Kanada auf nationaler Ebene, auf Ebene der Provinzen sowie auf regionale oder örtliche Ebene. Außerdem gibt es eigene Polizeidienste der First Nations und Inuit sowie weitere sonstige Dienste.

### Nationale Ebene
Die nationale Polizei Kanadas ist die Royal Canadian Mounted Police (Abkürzung RCMP, deutsch „Königlich-kanadische berittene Polizei“, umgangssprachlich Mounties, französisch Gendarmerie royale du Canada, GRC), die in erster Linie für die Durchsetzung des Bundesrechts in ganz Kanada verantwortlich ist. Gemäß der Verfassung Kanadas liegt das Aufgabengebiet Recht und Ordnung einschließlich der Durchsetzung des Strafrechts und die entsprechende provinzielle Gesetzgebung im Zuständigkeitsbereich der Provinzen und Territorien, wobei die RCMP im Auftrag der Provinzen (außer Ontario und Québec) und Territorien sowie vieler Gemeinden auch lokale Aufgaben wahrnimmt.
Zu den Polizeidiensten auf nationaler Ebene gehört auch die Canadian Forces Military Police, welche als Militärpolizei der Canadian Armed Forces auf nationaler Ebene agiert sowie die Eisenbahnpolizei von VIA Rail, der Via Rail Police Service.

### Provinzebene
Die beiden von der Einwohnerzahl größten Provinzen Kanadas, Ontario und Québec, verfügen mit der Ontario Provincial Police (OPP) bzw. der Sûreté du Québec über eigene Provinzpolizeien, dort beschränkt sich der Auftrag der RCMP auf den Schutz von Bundeseinrichtungen. Mit der Royal Newfoundland Constabulary besitzt die Provinz Neufundland und Labrador ebenfalls eine eigene Provinzpolizei.
Die anderen Provinzen und Territorien besitzen keine eigenen Provinzpolizeien. Allerdings gibt es in diesen teilweise auch Provinzweit handelnden Polizeibehörden, welche jedoch teilweise nur bestimmte Polizeiaufgaben wahrnehmen. So z. B. der British Columbia Sheriff Service dessen Aufgabenbereich im Wesentlichen Schutz- und Vollstreckungsaufgaben zur Unterstützung der Rechtspflege sind. Provinzen und Territorien die keine eigenen Provinzpolizeien aufgestellt haben, übertragen diese Aufgabenwahrnehmung dann der RCMP. So stellt beispielsweise die RCMP "E" Division den Polizeidienst in British Columbia.

### Regionale oder örtliche Ebene
Zudem gibt es weitere Polizeibehörden auch auf regionaler oder örtlicher Ebene wie z. B. den Service de police de la ville de Montréal, den Toronto Police Service, das Vancouver Police Department oder die York Regional Police.

### Indigene Polizeidienste
Zusätzlich können First Nations und Inuit-Gemeinden, die dem Indian Act unterliegen, ihre eigenen Polizeikräfte einrichten wie sie ähnlich auch in den Vereinigten Staaten existieren. Im Jahr 2010 gab es 38 dieser selbstverwalteten Polizeidienste in Kanada. Die Befugnisse der indigenen Polizeidienste variieren dabei. Finanziert werden diese Polizeien vollständig von der Bundesregierung und den Provinzregierungen, allerdings werden sie (unter anderem auch durch das kanadische Menschenrechtstribunal) als unterfinanziert kritisiert.
Hintergrund der Einrichtung eigener Polizeidienst war, dass die staatliche Polizeiarbeit in den indigenen Gemeinschaften seit langem von rassistischen Spannungen, ungerechter Erbringung von Polizeidiensten und mit der Durchsetzung kolonialer Gesetze und Praktiken behaftet ist.

### Sonstige Polizeidienste
Die sonstigen Polizeidienste umfassen weitere Dienste auf den unterschiedlichen Ebenen, denen Polizeibefugnisse zur Durchsetzung bestimmter Gesetze in einem bestimmten Kontext oder geografischen Gebiet erteilt wurden.
Die Canada Border Services Agency ist für den Grenzübergang, Einwanderungskontrollen (Grenzkontrollen) und Zollkontrollen zuständig. Ferner gibt es auf Bundesebene weitere Polizeibehörden mit speziellen Aufgaben (z. B. Parks Canada Warden).
Ebenfalls gehören dazu die Polizeidienste der beiden großen privaten Eisenbahngesellschaften (CP und CN), der Canadian National Police Service sowie der Canadian Pacific Police Service, welche auf Grundlage des Railway Safety Act im ganz Kanada handeln.
Einige Nahverkehrsbetreiber (zum Beispiel Calgary Transit Public Safety and Enforcement) sowie manche Universitäten (zum Beispiel University of Toronto Campus Safety) haben eigene Hilfspolizeien (sogenannte Special Constables) eingerichtet.

## Bedeutende Polizeibehörden
- Royal Canadian Mounted Police, nationale Polizei mit Hauptsitz in Ottawa, gegründet 1920, 29.235 Beamte und 9.878 Reservisten (2012)[6]
- Ontario Provincial Police, Provinzpolizei mit Hauptsitz in Orillia (Ontario), gegründet 1909, 6.200 uniformierte und 2.500 zivile Beamte
- Royal Newfoundland Constabulary, Provinzpolizei mit Hauptsitz in St. John’s (Neufundland), gegründet 1841, 420 uniformierte und 125 zivile Beamte
- Sûreté du Québec, Provinzpolizei mit Hauptsitz in Québec, gegründet 1870, 5.500 Beamte
- Service de police de la ville de Montréal, Stadtpolizei mit Sitz in Montreal, gegründet 1843, 4.400 uniformierte Polizeibeamte und 1.600 zivile Angestellte[7]
- Ottawa Police Service, Stadtpolizei mit Sitz in Ottawa, gegründet 1855, 1.480 uniformierte und 620 zivile Beamte
- Toronto Police Service, Stadtpolizei mit Sitz in Toronto, gegründet 1834, 5.710 uniformierte und 2.500 zivile Beamte
- Vancouver Police Department, Stadtpolizei mit Sitz in Vancouver, gegründet 1886, 1.348 uniformierte und 412 zivile Beamte